# Westlake (Nouvelle-Zélande)
Pour les articles homonymes, voir Westlake.
Westlake est une banlieue de la ville de North Shore située dans la zone urbaine de Auckland dans l’Île du Nord de la Nouvelle-Zélande.

## Situation
Elle siège à 8 kilomètres au nord-ouest du CBD de la ville d’Auckland, entre la banlieue majeure de Milford et celle de Glenfield.
La stations de bus est celle de Smales Farm Busway Station (en).
Elle est entourée au nord par la banlieue de Forrest Hill, au nord-est, par celle de Milford, plus à l’est, par le Lac Pupuke (en), puis au sud-est et au sud, par la ville de Takapuna et au sud-ouest, par celle de Hillcrest et à l’ouest, celle de Marlborough. Enfin au nord-ouest, se trouve la banlieue de Wairau Valley.

## Toponymie
Le nom vient de sa position sur la berge ouest du Lac Pupuke (en).

## Éducation
Dans la banlieue de Westlake, il y a trois écoles secondaires:
- Westlake Boys High School (en),
- Westlake Girls High School (en)
- et Carmel College (en)
- et aussi le North Shore Hospital (en).